# EKOenergy
EKOenergy — це міжнародний некомерційний еколейбл для відновлюваної енергії (електроенергія, газ, та тепло).  Він належить Фінській асоціації охорони природи   ,а також співпрацює з іншими екологічними неурядовими організаціями."
EKOenergy було засновано у 2013 році. Сьогодні енергія з маркуванням EKOenergy доступна по всьому світу. У 2022 році послугами цього лейблу скористалися  у понад 70 країнах.  Його матеріали доступні більш ніж 20 мовами. 